# Heino Brodschelm
Hans-Heino Brodschelm (* 18. September 1944) ist ein deutscher Busunternehmer.

## Werdegang
Brodschelm wurde als Sohn des Unternehmerehepaares Josef und Maria Brodschelm geboren. Sein Vater hatte ab Mitte der 1920er Jahre in Burghausen aus einer Fahrradwerkstatt das Bus- und Speditionsunternehmen Brodschelm Verkehrsbetrieb aufgebaut. Er trat 1967 in das väterliche Unternehmen ein und wurde im Jahr darauf Gesellschafter.
Seit 1979 war er Präsident des Landesverbandes Bayerischer Omnibusunternehmen (LBO) und seit 1992 Vizepräsident des Bundesverbandes Deutscher Omnibusunternehmer (bdo). Als Delegierter vertrat er die Interessen des deutschen Omnibusgewerbes bei der International Road Transport Union (IRU).
Brodschelm war darüber hinaus im Beirat der Bayerischen Eisenbahngesellschaft (BEG) und in entsprechenden Gremien des Deutschen Industrie- und Handelskammertags tätig. Staatssekretärin Katja Hessel zählte ihn 2011 anlässlich der Verleihung des Bundesverdienstkreuzes zu den „landes- und bundesweit (...) führenden, innovativen Persönlichkeiten der Verkehrswirtschaft“.
Für die CSU saß Brodschelm als Kreisrat im Kreistag des Landkreises Altötting.

## Ehrungen
- 1995: Verdienstkreuz am Bande der Bundesrepublik Deutschland[1]
- 2011: Verdienstkreuz 1. Klasse der Bundesrepublik Deutschland[1]